# C/2014 Q2 (Lovejoy)
C/2014 Q2 (Lovejoy) – kometa jednopojawieniowa odkryta w 2014 przez australijskiego astronoma amatora Terry’ego Lovejoya. Jest to piąta kometa odkryta przez Lovejoya.

## Nazwa
Według obowiązujących zasad nazewnictwa ustanowionych przez Międzynarodową Unię Astronomiczną, oznaczenie komety „C/2014 Q2 (Lovejoy)” to odpowiednio:
- C – kometa jednopojawieniowa
- 2014 – rok odkrycia
- Q – półmiesiąc odkrycia, w tym przypadku druga połowa (16–31) sierpnia
- 2 – druga kometa zaobserwowana w danym okresie (drugiej połowie sierpnia 2014)
- (Lovejoy) – nazwisko odkrywcy

## Odkrycie
Odkrycia dokonał australijski astronom amator Terry Lovejoy przy pomocy amatorskiego teleskopu Celestron C8. Jest to piąta kometa odkryta przez Lovejoya. W momencie jej odkrycia jasność komety wynosiła +15m.

## Charakterystyka
Przez peryhelium kometa przeszła 30 stycznia 2015 roku, w odległości 1,29 au (193 miliony kilometrów) od Słońca, ale trzy tygodnie wcześniej (7 stycznia 2015) kometa minęła Ziemię w odległości 0,469 au (70 milionów kilometrów). W maksimum blasku kometa osiągnęła +3,9m i na ciemnym niebie była widoczna gołym okiem, jako niewielka, bladozielona, zamglona plamka.